# Santuario Mapethé
Santuario Mapethé es una localidad de México perteneciente al municipio de Cardonal en el estado de Hidalgo. Geográficamente se encuentra en la Sierra Gorda, pero culturalmente se considera parte del Valle del Mezquital.

## Geografía
A la localidad le corresponden las coordenadas geográficas 20° 39’ 44.831” de latitud norte y 99° 8’ 12.279” de longitud oeste, con una altitud de 2322 m s. n. m. Se encuentra a una distancia aproximada de 7.13 kilómetros al noroeste de la cabecera municipal, Cardonal.
En cuanto a fisiografía se encuentra dentro de las provincia de la Sierra Madre Oriental, dentro de la subprovincia del Carso Huasteco; su terreno es de sierra y lomerío. En lo que respecta a la hidrografía se encuentra posicionado en la región Panuco, dentro de la cuenca del río Moctezuma, en la subcuenca del río Actopan. Cuenta con un clima templado subhúmedo con lluvias en verano, de mayor humedad.

## Demografía
En 2020 registró una población de 844 personas, lo que corresponde al 4.34 % de la población municipal. De los cuales 392 son hombres y 452 son mujeres. Tiene 224 viviendas particulares habitadas.
| Gráfica de evolución demográfica de Santuario Mapethé entre 1900 y 2020                      |
|                                                                                              |
| Población de los censos y conteos del Instituto Nacional de Estadística y Geografía (INEGI). |

## Economía
La localidad tiene un grado de marginación medio y un grado de rezago social muy bajo.